# Narcissia
Genre
Les Narcissia sont un genre d'étoiles de mer de la famille des Ophidiasteridae. On les trouve dans l'Atlantique tropical.

## Liste des espèces
Selon World Register of Marine Species (10 décembre 2014) :
- Narcissia ahearnae Pawson, 2007 -- Floride et Bahamas
- Narcissia canariensis (d'Orbigny, 1839) -- Atlantique tropical (essentiellement les Canaries)
- Narcissia gracilis A.H. Clark, 1916 -- Pacifique est
- Narcissia trigonaria Sladen, 1889 -- Caraïbes

Narcissia canariensis
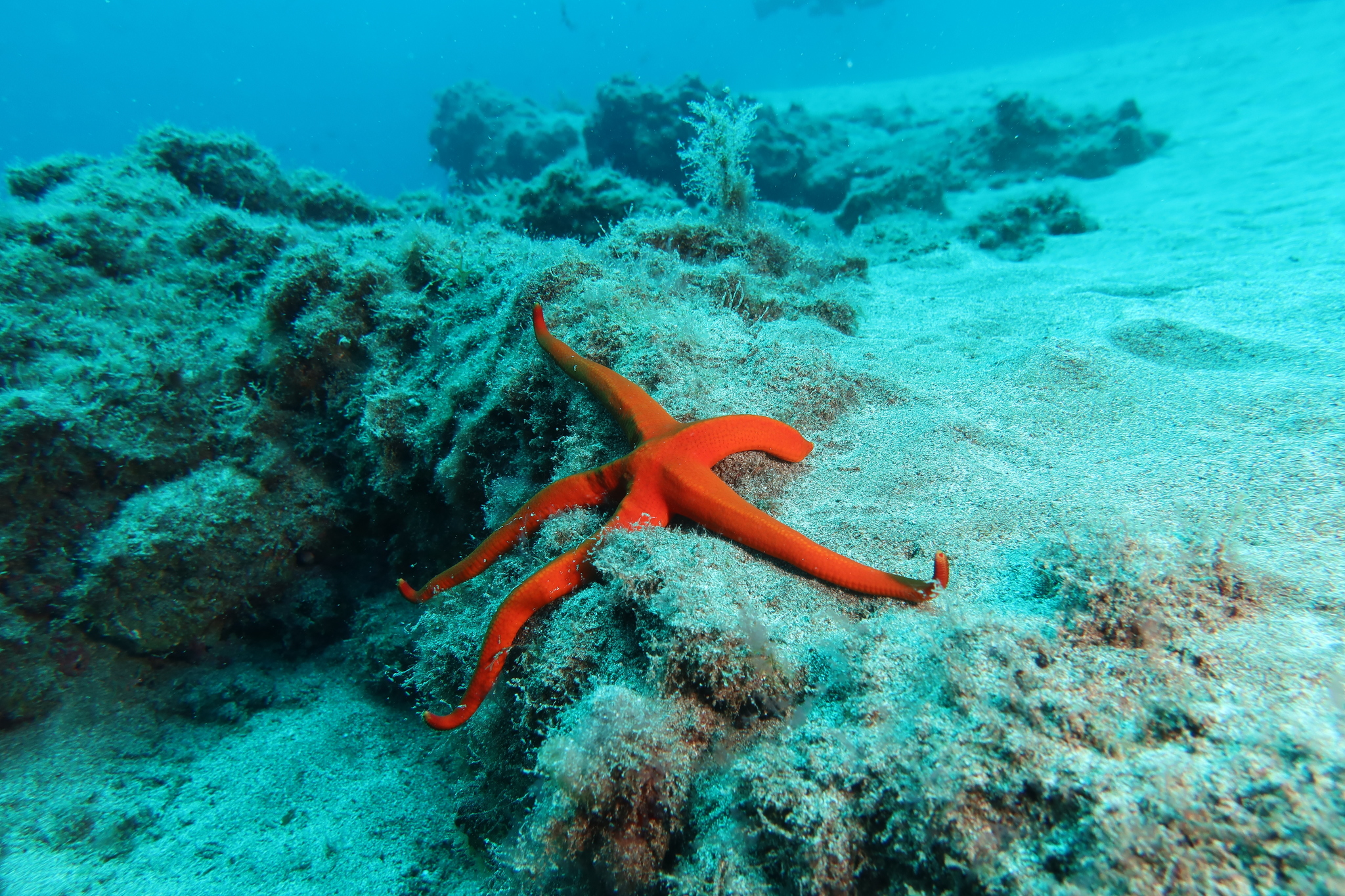
Narcissia canariensis (in situ)
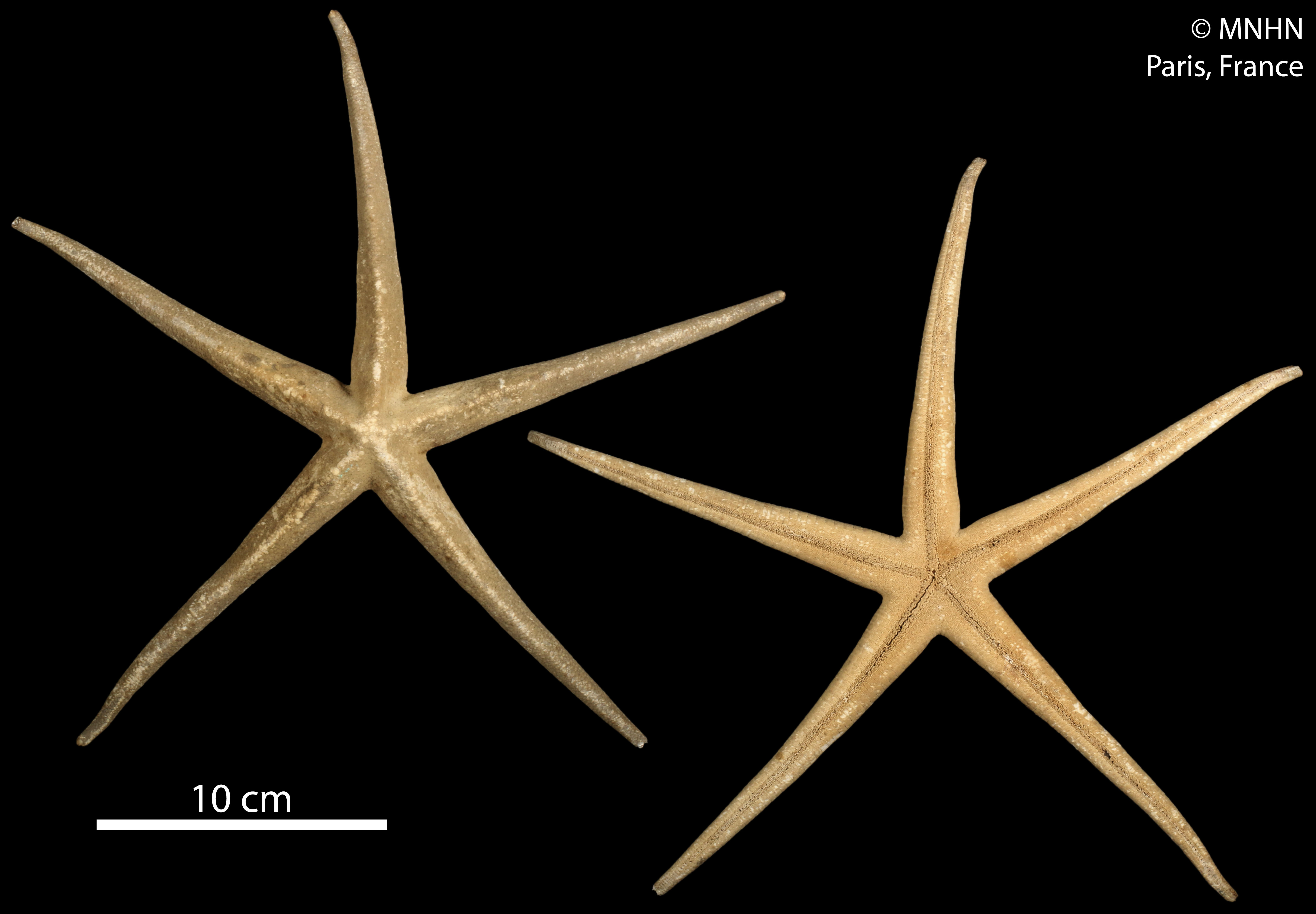
Narcissia canariensis (MNHN)
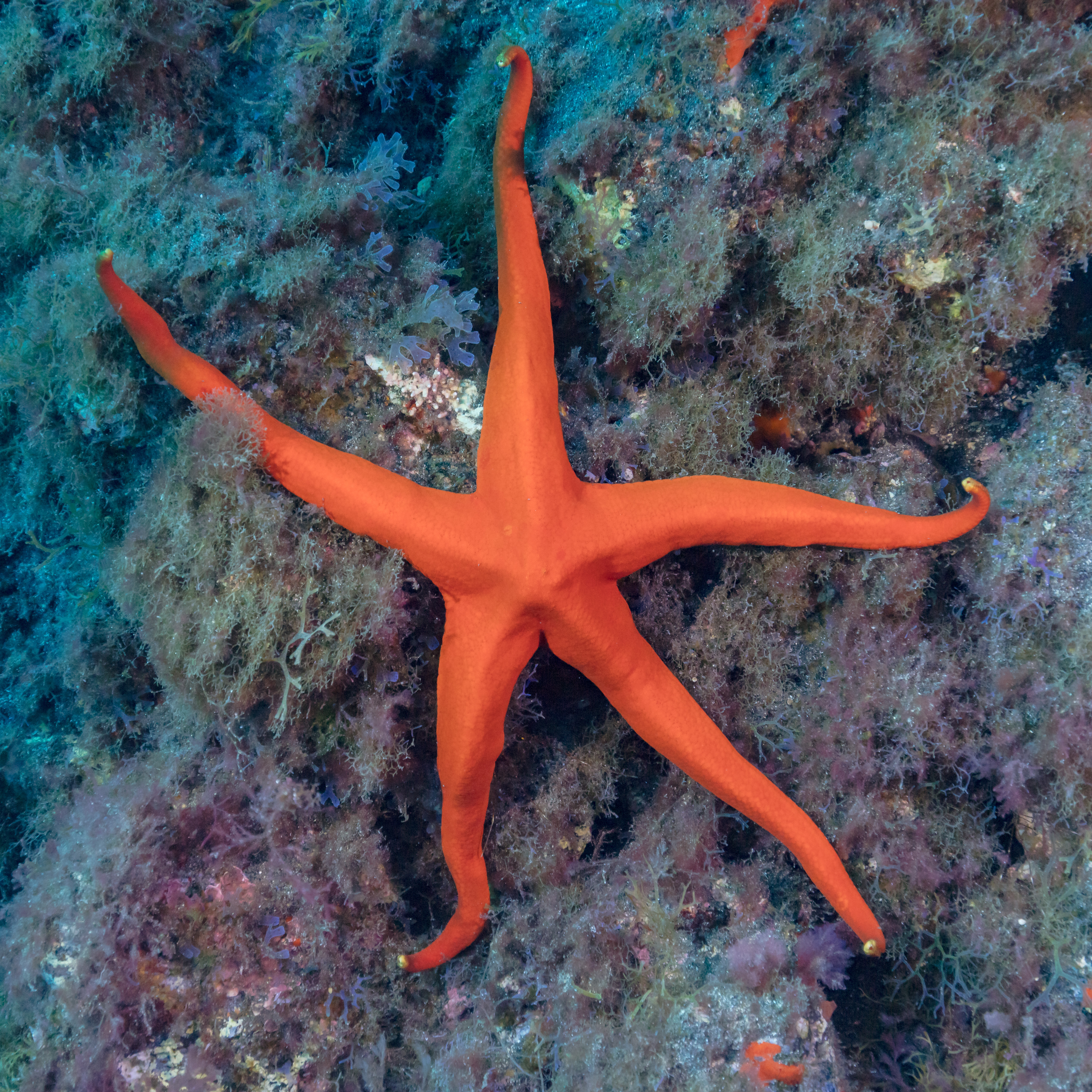
Narcissia canariensis au large de Tenerife, Espagne. Janvier 2022.

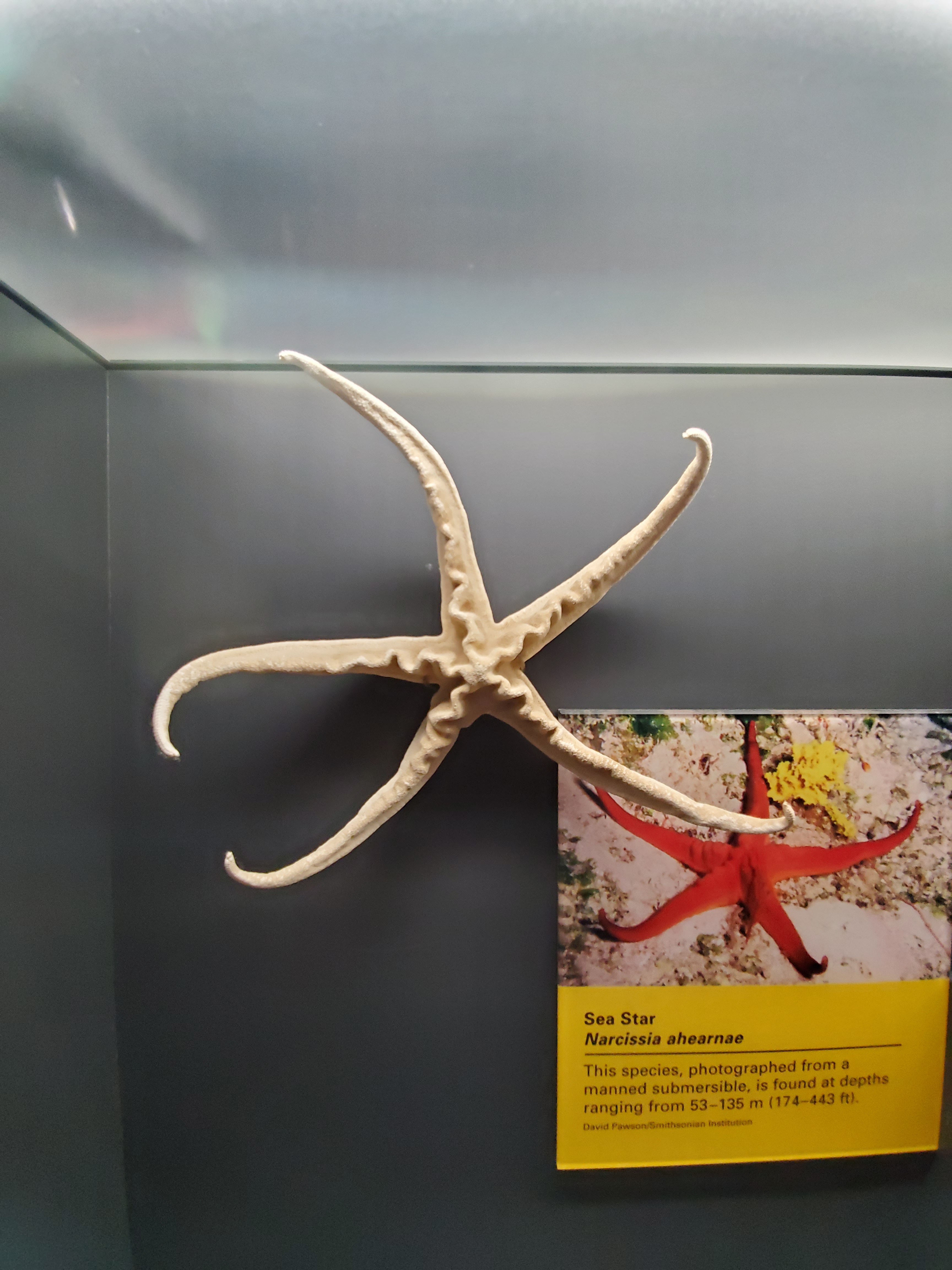
Narcissia ahearnae
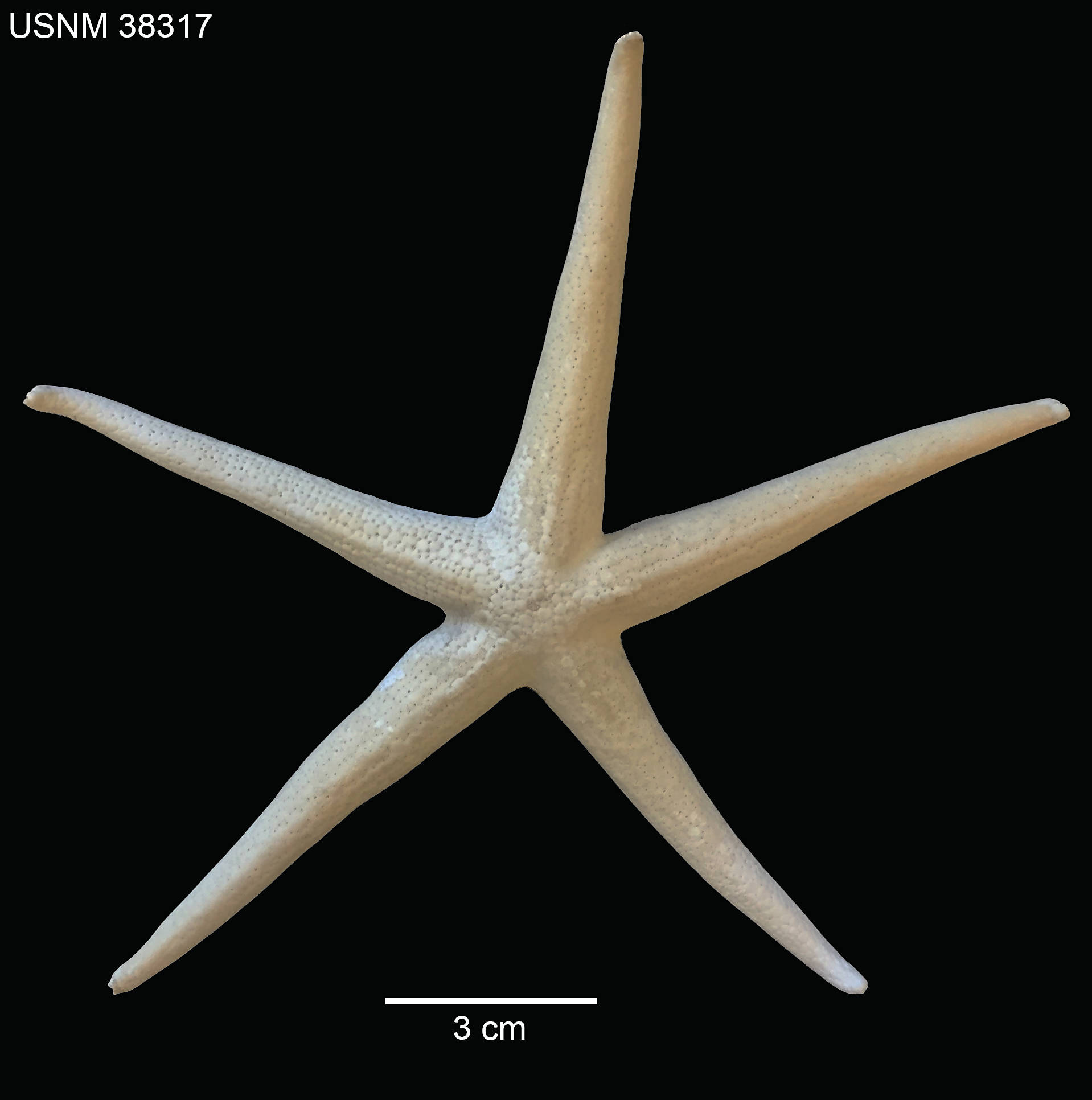
Narcissia gracilis (USNM)
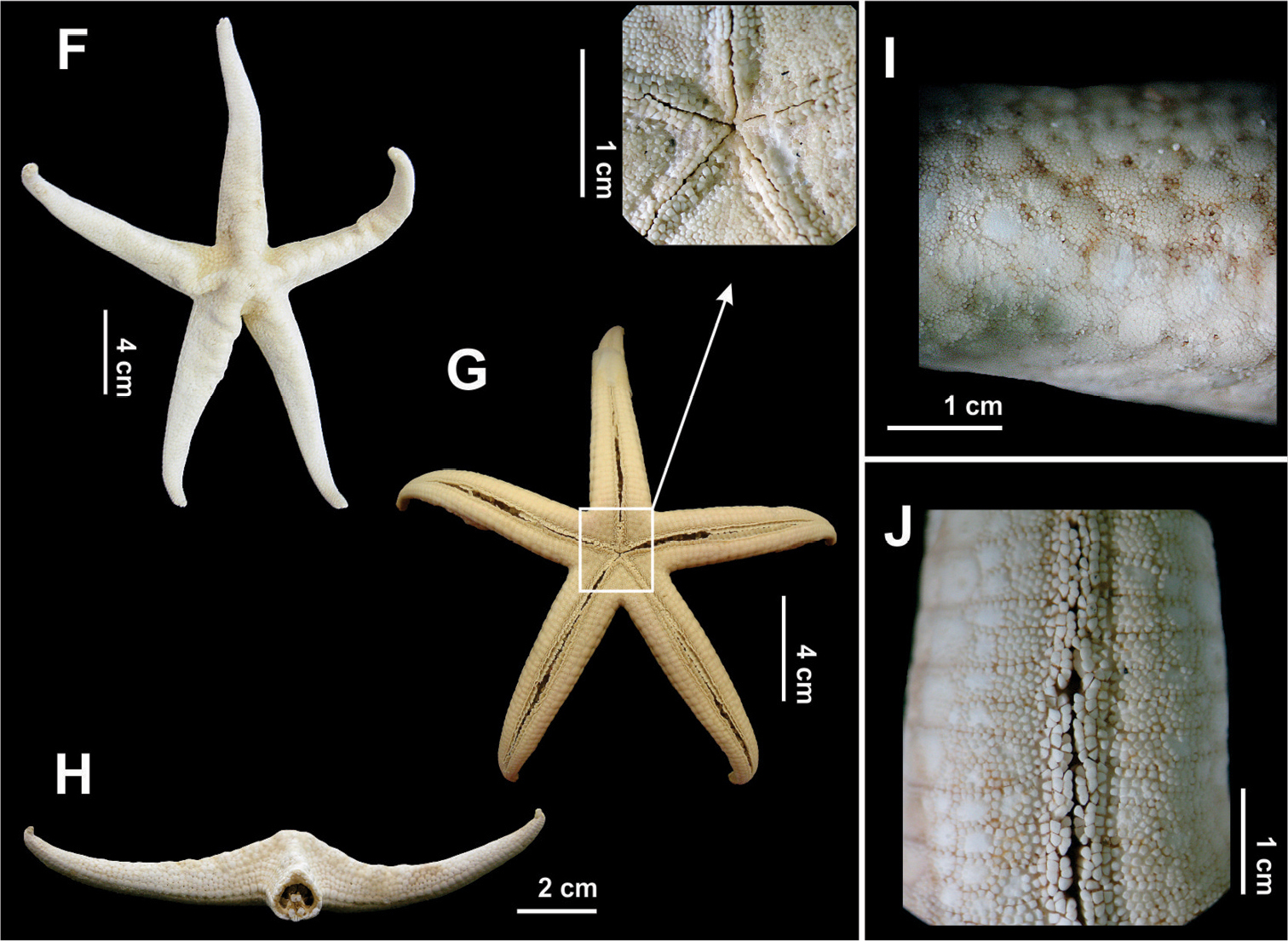
Narcissia trigonaria